# Stratégie nationale pour la mer et le littoral
La stratégie nationale pour la mer et le littoral (SNML), est en France (depuis février 2017) le cadre de référence (mis à jour le 10 juin 2024 avec la publication de la SNML2) pour :
- la protection du milieu marin[2] ;
- la valorisation des ressources marines[2] ;
- la gestion intégrée et concertée des activités liées à la mer et au littoral (sauf celles ayant comme unique objet la défense ou la sécurité nationale)[2].

La SNML doit notamment être prise en compte par les SRDEII (Schéma régional de développement économique, d'innovation et d'internationalisation) et les SRADDET (Schéma régional d'aménagement, de développement durable et d'égalité des territoires) en cours d'élaboration au moment de sa publication.
La SNML 1 rappelle qu'avec près de 11 millions de km² de juridiction marine répartis dans toutes les mers et océans (sauf Arctique), à et à 97 % situés en outre-mer, la France a sous sa responsabilité le second espace maritime mondial.

La SNML encadre les documents stratégiques de façade et de bassin, et définit les objectifs de la gestion intégrée de la mer et du littoral ainsi que les dispositions correspondant à ces objectifs, pour chaque façade maritime ou bassin ultramarin. Elle s'« articule notamment avec la Stratégie nationale pour la transition  écologique vers le développement durable, la Stratégie nationale de recherche et la Stratégie nationale pour la biodiversité, auxquelles elle contribue et dont elle est la référence pour ce qui concerne la mer et le littoral ».

Elle évoque un grand nombre d'éléments jugés d'importance stratégique et comprend (en annexe) une synthèse d'un « état des lieux » (intégralement téléchargeable par ailleurs).
La SNML1 a été mise à jour (pour 6 ans) par la SNML2 publiée le 10 juin 2024, après de multiples concertations. 

## Objectifs
La SNML 1 fixait 4 grands objectifs :
1. la transition écologique pour la mer et le littoral
2. le développement de l'économie bleue durable
3. le bon état écologique du milieu marin et la préservation d'un littoral attractif
4. le rayonnement de la France

La SNML2 fixe des horizons (2030 et 2050), qui sont ceux d'engagements mondiaux et européens.

## Histoire
Sa première version a été publiée le 24 février 2017 par décret, et entrée en vigueur le 25 février 2017 elle fait notamment suite au Grenelle de la mer, et doit également décliner la stratégie européenne en France. Elle a été élaborée par l'État avec les collectivités territoriales et les acteurs scientifique, socio-économiques et associations de protection de l'environnement concernés, selon des conditions fixées par décret en Conseil d'État précisant comment « le projet de stratégie nationale est mis à la disposition du public par voie électronique avant son adoption par décret, le délai dont dispose le public pour présenter ses observations et les modalités selon lesquelles ces observations sont prises en considération ». Elle a été publiée 6 mois après le début de sa consultation.
Elle a été mise à jour (pour 6 ans) le 10 juin 2024, après de multiples concertations. 

## Contenu
Cette stratégie, dans sa 1ère version :
- fixe les principes et orientations générales, « qui concernent, tant en métropole qu'outre-mer, les espaces maritimes sous souveraineté ou sous juridiction nationale, l'espace aérien surjacent, les fonds marins et le sous-sol de la mer ainsi que les activités terrestres ayant un impact sur lesdits espaces »[2] ;.
- délimite « des façades maritimes périmètres de mise en œuvre des principes et orientations, définies par les caractéristiques hydrologiques, océanographiques, biogéographiques, socio-économiques et culturelles des espaces concernés. La délimitation des façades maritimes métropolitaines est cohérente avec les régions et sous-régions marines identifiées par l'article 4 de la directive 2008/56/CE du Parlement européen et du Conseil, du 17 juin 2008, établissant un cadre d'action communautaire dans le domaine de la politique pour le milieu marin, et tient compte de la politique commune de la pêche. »[2] ;
- indique les « modalités d'évaluation de sa mise en œuvre ».
- est déclinée (pour les façades maritimes métropolitaines), dans des Documents stratégiques de façade  (dont le contenu et les modalités d'élaboration, de modification, révision... seront précisés par décret en Conseil d'État)[6].

Son décret rappelle ses objectifs à long terme « structurants » : « la transition écologique de la mer et du littoral, le développement de l'économie maritime, le bon état écologique des milieux marins et la préservation de l'attractivité du littoral, ainsi que le rayonnement de la France au plan international. »

## Quatre grandes orientations stratégiques
1. La SNML reconnait que « la mer et les milieux marins ne sont encore connus que de façon très partielle, et les possibilités de valorisation des ressources marines dans une optique de long terme restent largement à explorer pour de nombreuses activités : aquaculture, mise en valeur des  ressources biologiques animales et végétales, exploitation des fonds ou  énergies renouvelables... Le fonctionnement des écosystèmes, l'impact des activités, la résilience des milieux... Le champ des  études est abyssal et nécessite d'être pointé  comme un objectif prioritaire »[1] ; elle doit donc s'appuyer sur la connaissance et l'innovation, pour notamment « développer une société de la connaissance marine et maritime »
2. développer des territoires maritimes et littoraux durables et résilients[5],
3. soutenir et valoriser les initiatives et lever les freins[5],
4. promouvoir une vision française au sein de l'Union européenne et dans les négociations internationales et porter les enjeux nationaux.

En 2024, la stratégie est mise à jour (SNML2), par décret, en précisant ses priorités, à horizon 2030 notamment, qui sont :
1. la neutralité carbone à horizon 2050, via la décarbonation et la transition énergétique du secteur maritime et des activités littorales (des flottes de commerce, pêche, aquaculture, plaisance, et flotte scientifique), et la restauration des puits de carbone marins (notamment les mangroves et les herbiers de posidonie) ; en visant « 45 GW d'éoliennes en mer en service dont 18 GW mis en service en 2035 » ;
2. la biodiversité en assurant la résilience des territoires et des écosystèmes maritimes ou littoraux notamment par la mise sous protection forte de 10% de l'espace maritime français ; avec une « gestion effective du réseau français d'aires marines protégées (33 % de la ZEE et de la mer territoriale en 2023) », en « s'appuyant sur le tourisme, les loisirs et les AME (aires marines éducatives) pour faire du littoral le premier espace d'éducation à l'environnement ».
3. l'équité en contribuant au bien-être à court et à long terme des populations, salariés et acteurs maritimes et des zones littorales de l'hexagone et d'outre-mer ;
4. l'économie en soutenant la compétitivité de l'économie maritime et littorale ainsi que la souveraineté de la France hexagonale et ultramarine.

Dix-huit objectifs sont fixés pour cela, dont les suivants : 
- offrir une planification intégrée et globale pour les politiques maritimes et littorales ;
- atteindre le bon état écologique et restaurer la biodiversité marine et littorale ;
- accélérer la contribution des ports à la décarbonation de l'économie et des transports ;
- renforcer l'ancrage territorial de la gouvernance maritime et sa capacité de proposition au service des politiques maritimes.

## Révision
Elle est révisée tous les 6 ans (« dans les formes prévues pour son élaboration »)